# Lux aeterna (Hanson)
Lux aeterna is een twintigste-eeuwse compositie van Howard Hanson. Hanson voltooide het op 26 december 1926. De première verzorgde Hanson zelf in Rome met het Augusteo Symfonieorkest. Algemeen wordt het werk als een symfonisch gedicht beschouwd, maar ook wordt het wel als rapsodie ingedeeld. Het werk in romantische stijl is geschreven voor altviool obbligato en symfonieorkest, Hanson had de Brit Lionel Tertis op het oog als solist. Tertis, behoudend altist, weigerde het in zijn ogen moderne werk te spelen en zijn naam verdween van de titelpagina. De compositie is grotendeels geschreven in Rome en Hanson stond toen erg onder de invloed van de componist Palestrina, vandaar dat Gregoriaanse en andere toonsoorten regelmatig voorbijkomen.

## Bron en discografie
- Uitgave Delos International 3160; Seattle Symphony; Gerhard Schwarz;